# Ernst Welteke
Ernest Welteke (Korbach, 21 de agosto de 1942) es un político, banquero y ejecutivo alemán. Fue presidente del Deutsche Bundesbank desde septiembre de 1999 hasta su dimisión en 2004.

## Trayectoria
De 1974 a 1995 Welteke fue miembro del Landtag de Hesse.
Welteke fue ministro de Estado de Economía durante el gobierno del ministro presidente de Hesse, Hans Eichel, de 1991 a 1994, antes de ser nombrado ministro de Estado de Finanzas.
En 1999 fue nombrado presidente del Deutsche Bundesbank por el canciller alemán Gerhard Schröder. Cuando el Bundesbank investigó la posibilidad de uso de información privilegiada en relación con los ataques del 11 de septiembre de 2001, Welteke afirmó que los investigadores alemanes habían encontrado "pruebas casi irrefutables de uso de información privilegiada", afirmando además que "lo que encontramos nos permite estar seguros de que personas relacionadas con los terroristas Debe haber tratado de sacar provecho de esta tragedia."
En su papel de presidente, Welteke fue uno de los funcionarios mejor pagados de Alemania, con un salario anual de 350.000 euros. Cuando el 31 de diciembre de 2001 se introdujo el euro físico, Welteke visitó Berlín con su familia para la celebración y su estancia en el hotel Adlon fue pagada por el Dresdner Bank. En 2003, el propietario del banco BMW pagó a Welteke por una noche en un yate durante el Gran Premio de Mónaco. La controversia sobre estos incidentes llevó a Welteke a dimitir del Bundesbank en abril de 2004.
En una declaración publicada en el sitio web del Bundesbank pocas horas después de su dimisión, Welteke acusó al gobierno de Schröder de socavar la independencia del Bundesbank. La Unión Demócrata Cristiana, entonces partido de oposición, afirmó que el Ministerio de Finanzas alemán había filtrado detalles de la cuenta del hotel de Welteke. El gobierno negó las acusaciones.